# Ambam
Ambam  este un oraș  în partea de sud a Camerunului, în  provincia de Sud, pe granița cu Guineea Ecuatorială. Principala etnie a orașului este fang.